# Deutzer Brücke
Die Deutzer Brücke in Köln ist eine Brücke über den Rhein im Zuge der Landesstraße L 111. Sie verbindet die Kölner Innenstadt (Heumarkt) mit dem rechtsrheinischen Stadtteil Köln-Deutz und dient dem Stadtbahn- und Kfz-Verkehr, sie besitzt außerdem beidseitig Fußgänger- und Radwege.

## Allgemeines
Auf dem Kölner Stadtgebiet wird der Verkehr auf insgesamt acht Brücken über den Rhein geführt. Während die Südbrücke und die Hohenzollernbrücke ausschließlich für den Bahn-, Rad- und Fußverkehr bestimmt sind, wird der Straßenverkehr über die sechs weiteren Brücken geleitet.

## Vorgängerbauten und Geschichte

### Römerbrücke 310 bis ca. 950
Den ersten Rheinübergang an dieser Stelle errichteten um 310 die Römer unter Konstantin mit einer Holzkonstruktion auf steinernen Strompfeilern. Diese Rheinbrücke war eine Bock- oder Jochbrücke, die von 19 steinernen Pfostenfundamenten gestützt wurde. Diese Pfahlroste der Steinfundamente im Fluss bestanden aus etwa 150 Eichenpfählen, die tief in das Rheinbett gerammt waren. Darüber saßen rechteckige Pfeiler mit einer stromaufwärts gerichteten dreieckigen Spitze aus Quadermauerwerk. Sie trugen den hölzernen Oberbau mit der rund elf Meter breiten Fahrbahn. Ihr Standort lag an der heutigen Salzgasse in der Nähe von Groß St. Martin über dem römischen Hafen. Sie verlief über die damals noch vorhandene Rheininsel in östlicher Richtung auf das Westtor des neuen Deutzer Kastells. Es wird berichtet, dass der Abriss der Brücke von Erzbischof Bruno (953–965) veranlasst wurde, nachdem die Unterhaltung der hölzernen Teile lange Zeit vernachlässigt worden war. Das kann sich nur auf Reste der Pfeiler beziehen, die Hindernisse für die Schifffahrt darstellten. Denn nach Konstantins Tod (337) findet sich keine Erwähnung dieses Rheinübergangs, sodass von diesem Zeitpunkt ab von einem relativ raschen Zerfall ausgegangen werden kann. Noch im Jahre 1898 wurden hölzerne Pfahlreste dieser Brücke aus dem Rheinbett entfernt.

### Gierfähre
Seit etwa 1674 war Köln mit der anderen Rheinseite durch eine Gierseilfähre, auch „fliegende Brücke“ oder „Gierponte“ genannt verbunden.

### Schiffbrücke 1822

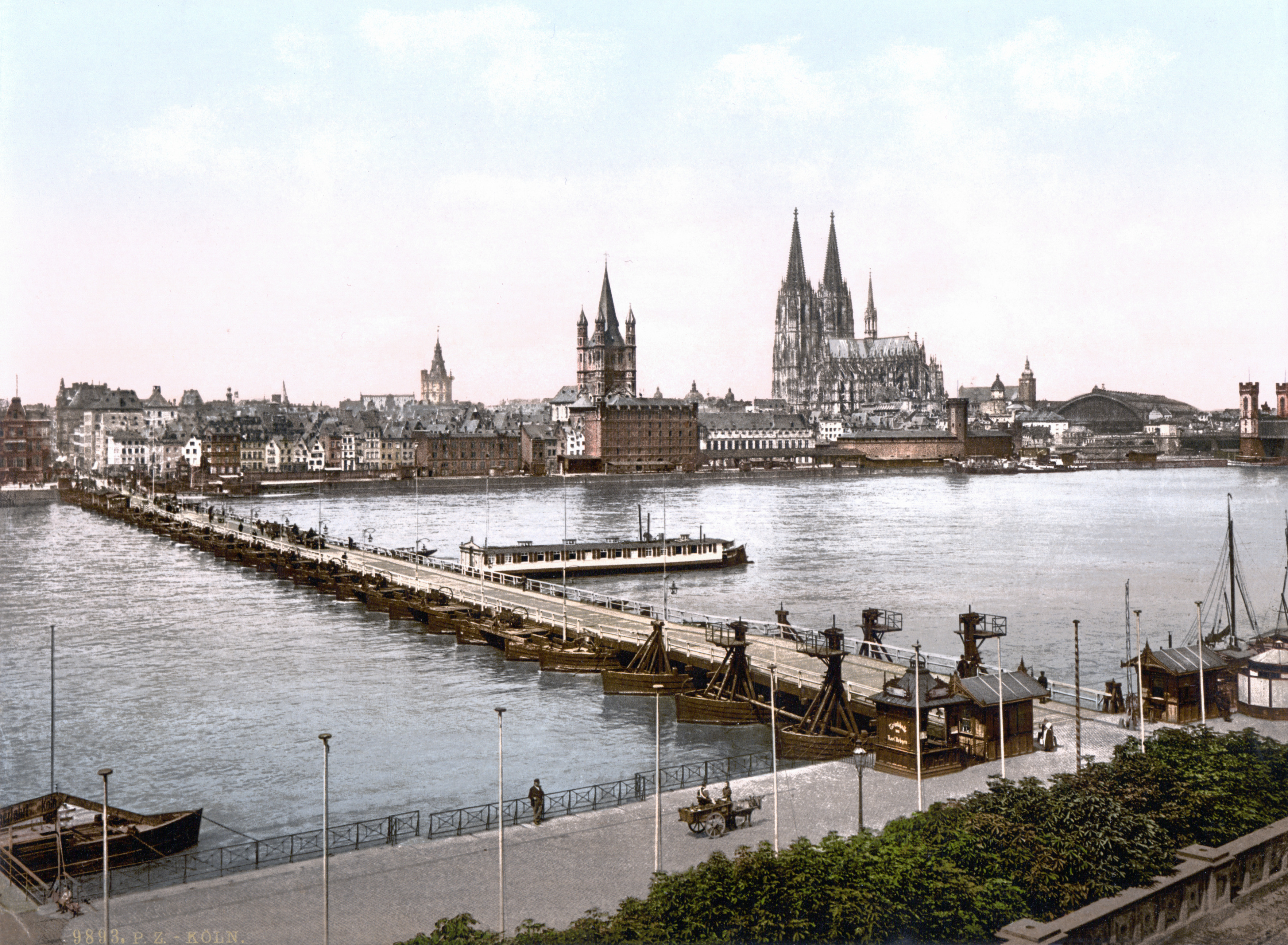
Ponton-Brücke Köln-Deutz (um 1900)

Am 16. November 1822 wurde eine von etwa 40 Nachen getragene, etwa 400 m lange hölzerne Schiffbrücke eingeweiht. Sie ermöglichte eine feste Verbindung zwischen Köln und Deutz in Höhe des Holzmarktes und der Deutzer Freiheit. Jedoch beeinträchtigten Hochwasser, Treibeis und das Erfordernis, die Brücke dreimal täglich für den Schiffsverkehr zu öffnen, weiterhin einen reibungslosen Verkehr. Das Mittelteil der Brücke musste ausgeschwommen werden, um die Brücke für den Schiffsverkehr zu öffnen.
Die Kölner kämpften um die Position für die geplante Dombrücke, eine kombinierte Straßen- und Eisenbahnbrücke. Sie konnten sich aber nicht durchsetzen, sodass seit 1859 Schiff(s)brücke und die neue „feste Brücke“ nebeneinander existierten.

### Hängebrücke 1913–1945

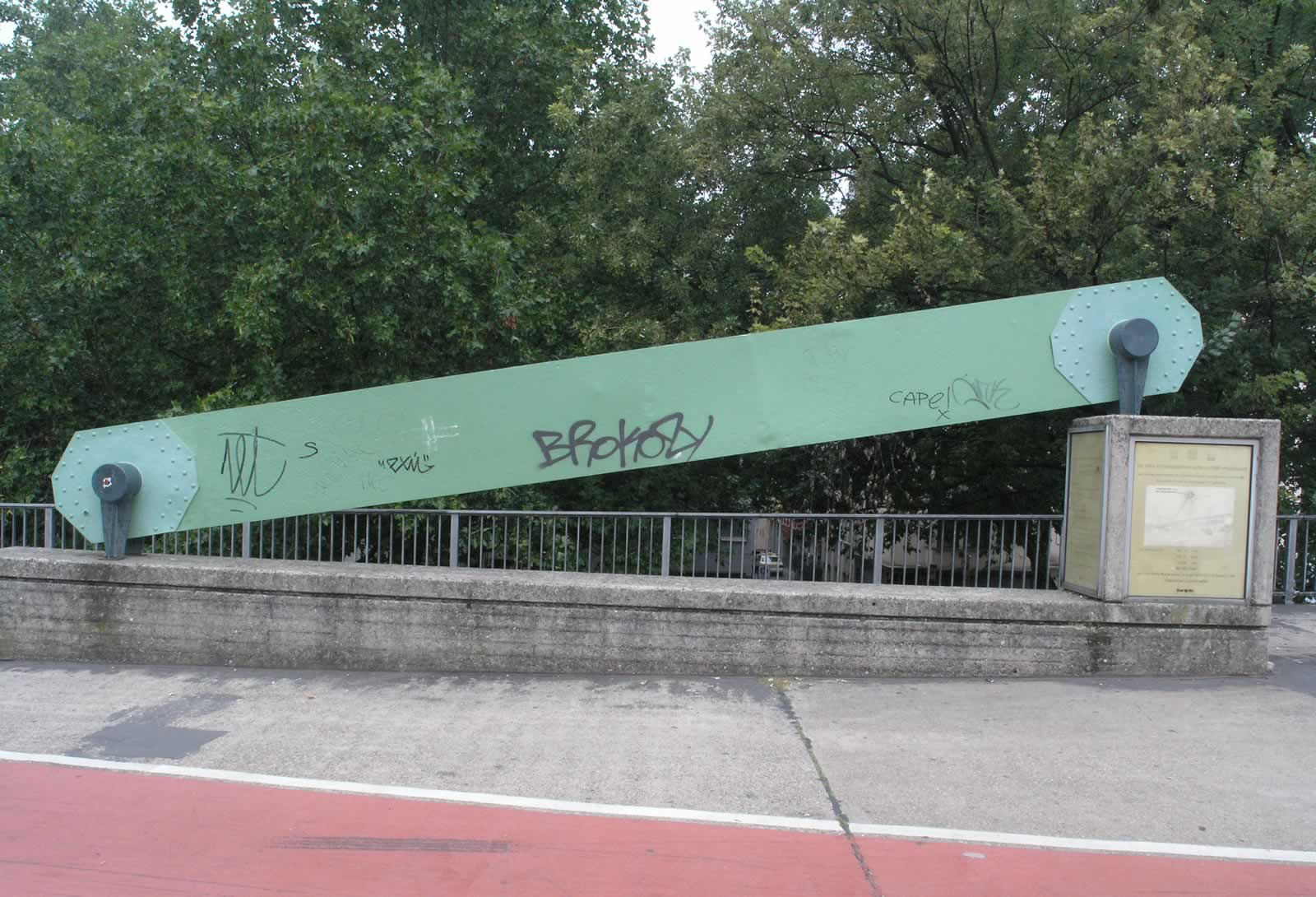
Kettenglied der „Deutzer Hängebrücke“

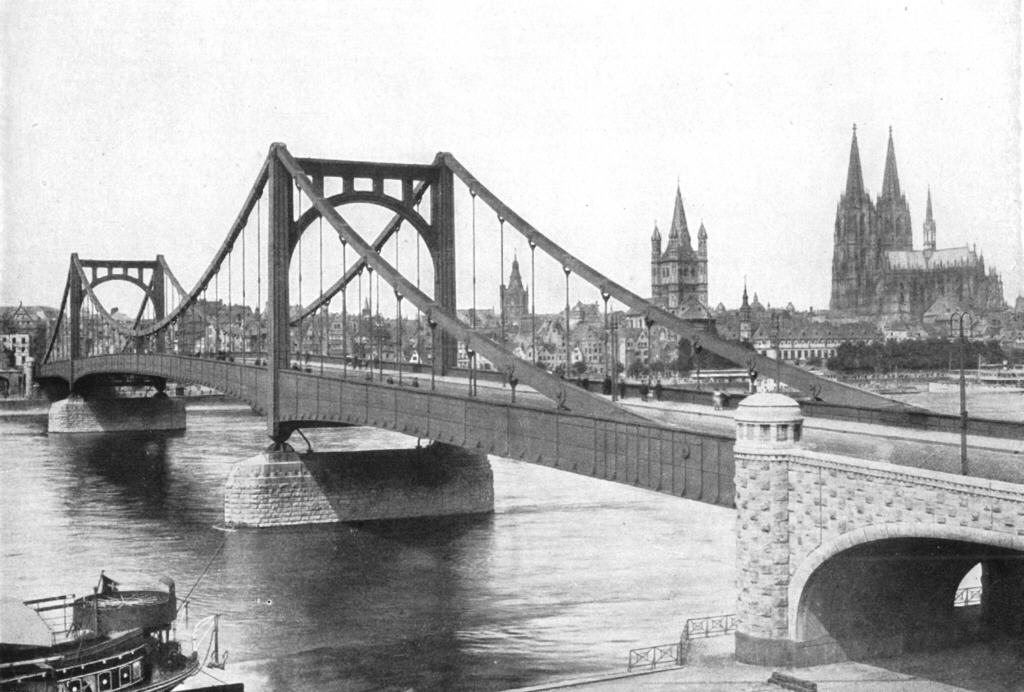
„Deutzer Hängebrücke“ später Hindenburgbrücke (um 1925)

Von 1913 bis 1915 wurde dann an dieser Stelle die „Deutzer Hängebrücke“ errichtet, die 1935 nach dem im Vorjahr verstorbenen Reichspräsidenten Paul von Hindenburg Hindenburgbrücke genannt wurde.
Ein erster Wettbewerb für eine feste Straßenbrücke zwischen Köln und Deutz war 1898 unter vier Baufirmen durchgeführt worden, er führte jedoch zu keinem Ergebnis. 1910 erfolgte eine weitere Ausschreibung, an der sich nun alle bedeutenden deutschen Stahlbauunternehmen – zumeist in Kooperation mit bekannten Architekten wie Bruno Möhring, Theodor Fischer, Hans Poelzig oder Franz Schwechten – mit 29 Projekten beteiligten. Da sich die Jury abermals nicht auf ein Siegerprojekt einigen konnte, wurde im Juli 1912 unter den Verfassern der fünf preisgekrönten Arbeiten ein weiterer Wettbewerb ausgerufen, den die Unternehmen MAN Werk Gustavsburg (Stahlüberbau) und Grün & Bilfinger (Unterbauten) mit dem Projekt Freie Bahn für sich entscheiden konnten. Die architektonische Gestaltung der massiven Bauteile (Widerlager und Vorbrücke) besorgte der damals prominente Kölner Architekt Carl Moritz.
Nach der Wettbewerbsentscheidung erhoben die Deutsch-Luxemburgische Bergwerks- und Hütten-AG, Abt. Dortmunder Union, und ihr künstlerischer Berater Peter Behrens den Vorwurf, das Siegerprojekt sei zu großen Teilen ein Plagiat ihres eigenen Entwurfs Kunst und Technik aus dem zweiten Wettbewerb von 1910/11. Ein in der Folge unter Beteiligung zahlreicher namhafter Gutachter vor dem Landgericht Köln ausgefochtenes Gerichtsverfahren, das als „Cölner Brückenstreit“ deutschlandweite Aufmerksamkeit erhielt. wurde erst im April 1914 durch eine außergerichtliche Einigung beendet.

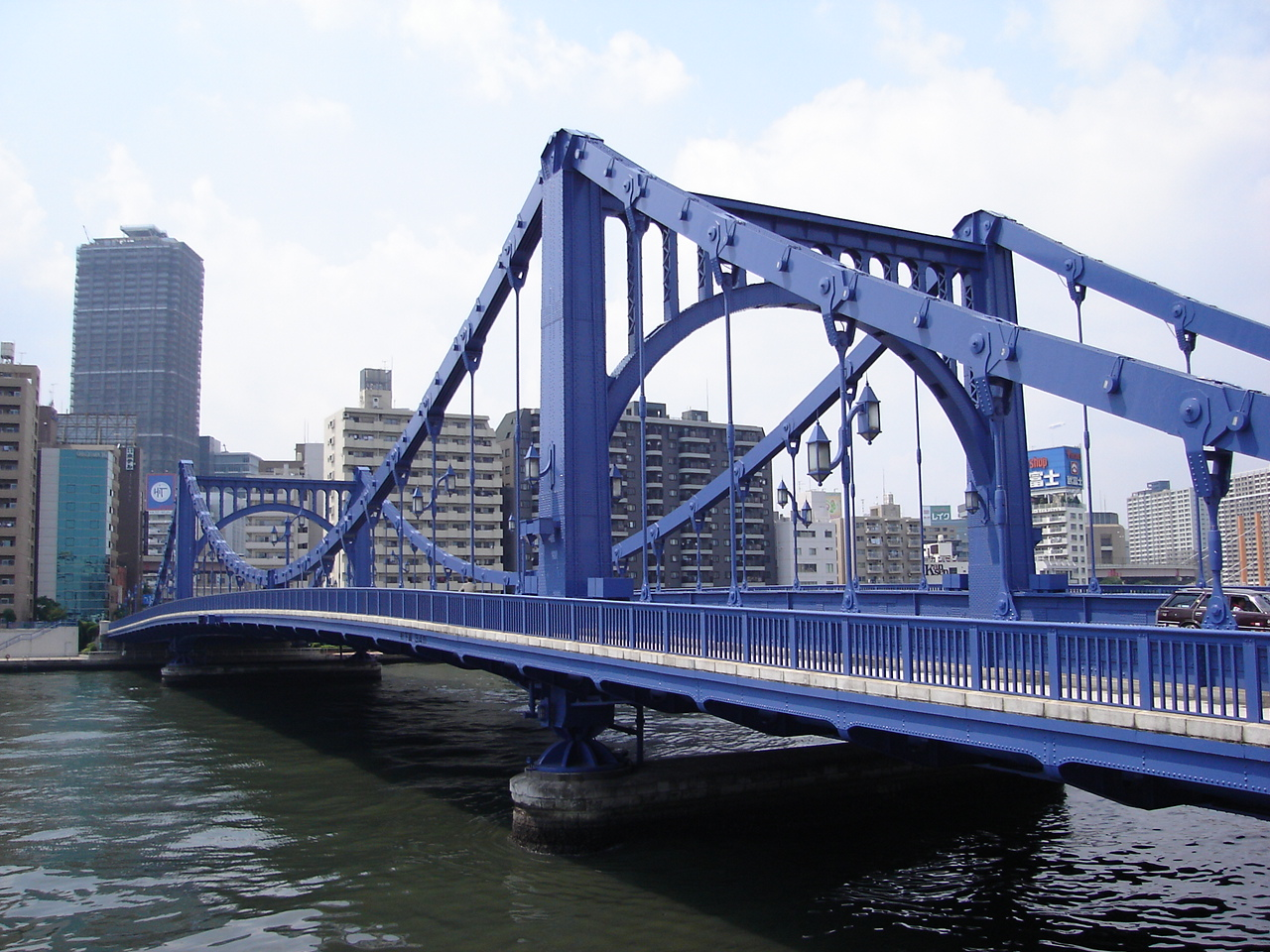
Kiyosu-Brücke Tokio

Das auf der Basis des Entwurfs Freie Bahn errichtete Bauwerk wurde als selbstverankerte, versteifte Kettenhängebrücke in Nickelstahl mit einem Konstruktionsgewicht von rund 6.200 Tonnen ausgeführt und kostete über sieben Millionen Mark. Am Entwurf ihrer Pylone soll der amerikanische Ingenieur Holton D. Robinson beratend mitgewirkt haben, der später David B. Steinman einlud, mit ihm das Ingenieurbüro Robinson & Steinman zu gründen. Die Deutzer Hängebrücke diente 1924 als Vorbild für den Bau der Three Sisters in Pittsburgh, Pennsylvania, und für die Kiyosu-Brücke über den Sumida (Fluss) in Tokio.
Die 18,2 m breite Brücke wurde 1939/1940 im Zuge des Baus der Ost-West-Straße (heute Hahnenstraße / Cäcilienstraße) auf 27,5 m verbreitert.
Am 28. Februar 1945 brach die durch Flüchtlinge und Militärfahrzeuge hoch belastete Hindenburgbrücke bei der Reparatur von Kriegsschäden unvermittelt zusammen. Möglicherweise hatte man die hohen Druckkräfte im Fahrbahnträger unterschätzt. Wie viele Opfer dieses Unglück am helllichten Tage forderte, konnte aufgrund der Kriegswirren nie festgestellt werden. Ein Augenstab, also eines der tragenden Kettenglieder der Konstruktion, befindet sich heute als Denkmal auf dem nördlichen Fußgängerüberweg der linksrheinischen Brückenseite. Übergangsweise diente am Ende des Krieges die McNair-Brücke neben der zerstörten Hängebrücke als Behelfsbrücke dem Transport von Fahrzeugen und Fußgängern.

## Neubau 1947/1948

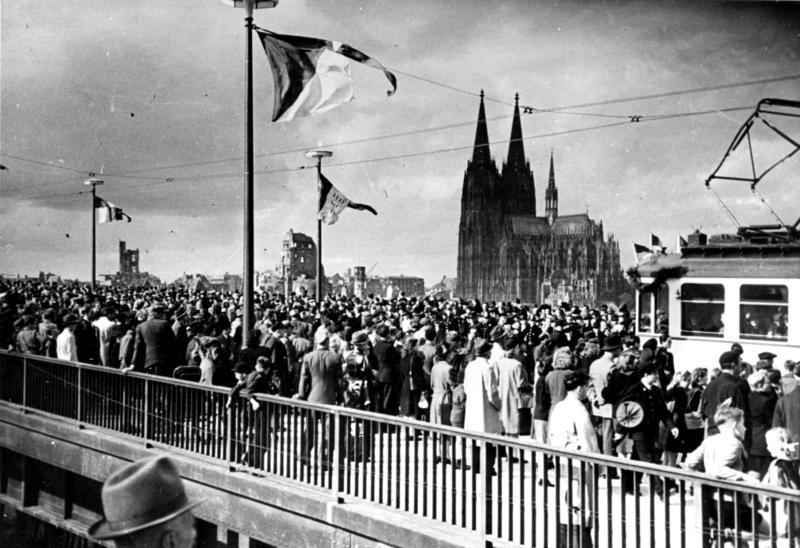
Deutzer Brücke am Tag nach der Einweihung (1948)

Das heutige Brückenbauwerk wurde nur zwei Jahre später, 1947 bis 1948 neu errichtet. Die erste Stahlkastenträgerbrücke der Welt wurde von Fritz Leonhardt entworfen und von der GHH Oberhausen AG ausgeführt. Der Kölner Architekt Gerd Lohmer war künstlerischer Berater. Im Kölner Brückengrün gestrichen, wurde die neue Deutzer Brücke am 16. Oktober 1948 eingeweiht.
Sie hat bei einer Gesamtlänge von 437 Meter Spannweiten von 132, 184 und 121 Metern und eine Breite von 20,6 Meter. Der Untergurt der Längsträger ist gekrümmt, sodass die Höhe des Überbaus über den Pfeilern 7,8 Meter und in der Mitte der Hauptöffnung nur noch 3,3 Meter beträgt.

## Erweiterung 1976 bis 1980

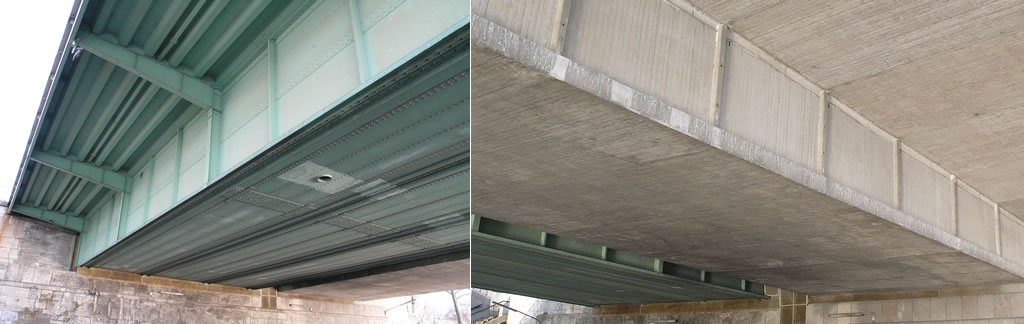
Stahl- (1948) und Stahlbetonbrücke (1980)

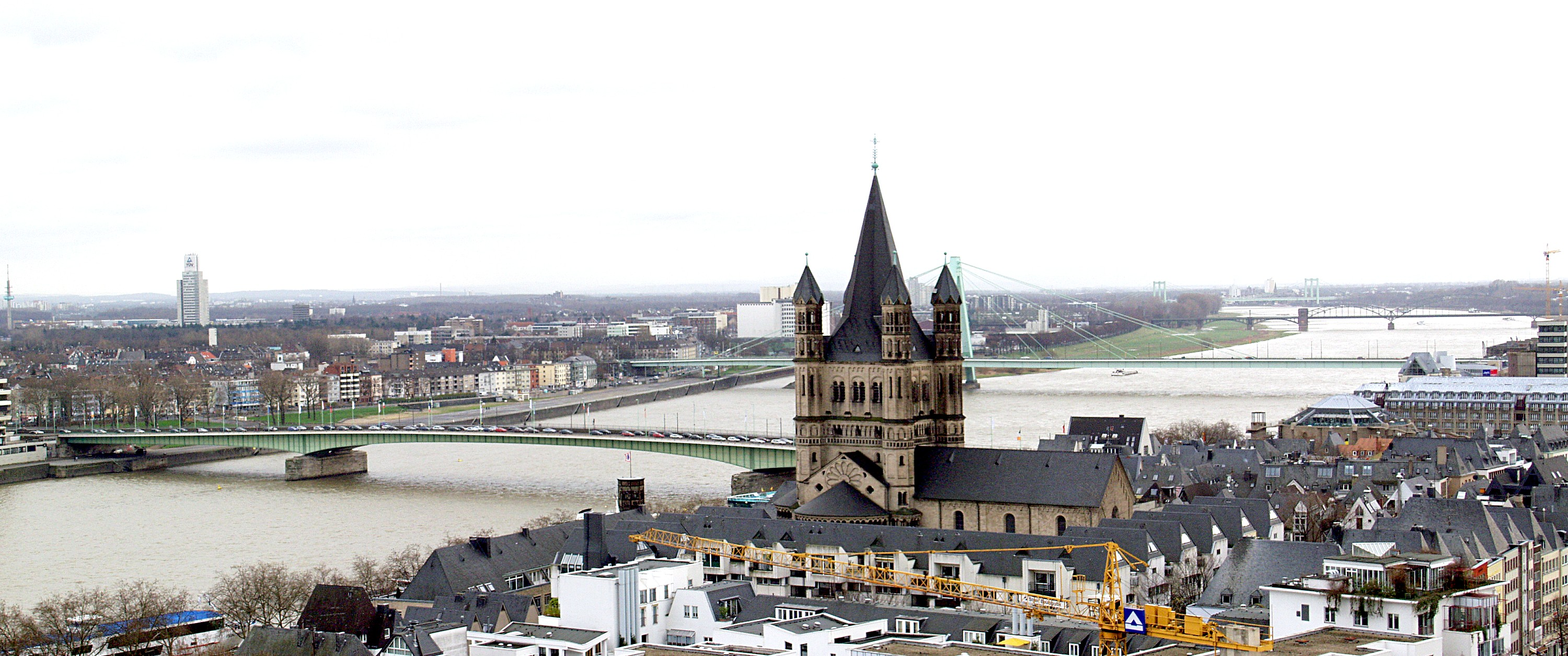
Deutzer Brücke, Groß St. Martin und das Martinsviertel

In den Jahren 1976 bis 1980 wurde stromaufwärts eine zweite Brücke mit gleichem Profil als Spannbetonkonstruktion von den Basler Ingenieuren E. und A. Schmidt entworfen und gebaut. In einer mehrere Tage  in Anspruch nehmenden Aktion wurde die neue Zwillingsbrücke an die alte Stahlbrücke herangeschoben, so dass zwischen den Richtungsfahrbahnen die Straßenbahn einen eigenen zweigleisigen Gleiskörper erhielt. Die Breite der kombinierten Brücken beträgt nun 31,5 m.
Die Entscheidung für eine Spannbetonbrücke war sehr umstritten. Ausschlaggebend war das Submissionsergebnis mit Angeboten einer Spannbetonbrücke für 12 Millionen DM und einer Stahlkonstruktion für 14 Millionen DM. Die außen sichtbare Stegfläche wurde mit vertikalen Rippen und einem unten aufgesetzten Flansch strukturiert, um sie dem Aussehen der Stahlkonstruktion anzugleichen. Wegen fehlenden Nutzens für die Beständigkeit des Betons ist sie jedoch als einzige Kölner Rheinbrücke nicht grün gestrichen.
Da der Stahlbetonkasten mit rechteckigem Querschnitt keine Einbauten enthält, bildet er drei begehbare Räume (ohne Tageslicht) mit gekrümmten Böden und variierenden Raumhöhen. Diese Räume werden immer wieder für Kunstinstallationen, Ausstellungen im Rahmen der Möbelmesse und für Konzerte genutzt.

## Kunstaktionen

### „über/mn/fluss“
Unter dem Motto „Spannung im Spannbetonkörper der Deutzer Brücke“ wurde 2003 das Kunstprojekt „über/mn/fluss“ initiiert. Es beteiligen sich junge Künstler aus zahlreichen Nationen (u. a. Deutschland, Dänemark, Argentinien, Belarus, Schottland, Japan, Island) aus den unterschiedlichsten Disziplinen (u. a. Musiker, bildende Künstler, Architekten, Filmemacher …).
Im März 2007 diente der Betonkörper der Deutzer Brücke zum dritten Mal nach „spaen“ (2003) und „Dudeldack“ (2005) als Kulisse für das Installationskunst-Projekt „über/mn/fluss“. Einen Einblick in den Charakter des Raumes bieten die während der Kunstaktion entstandenen Arbeiten der beiden Filmemacherinnen Beate Gördes und Bea Dickas.

### Subkulinaria

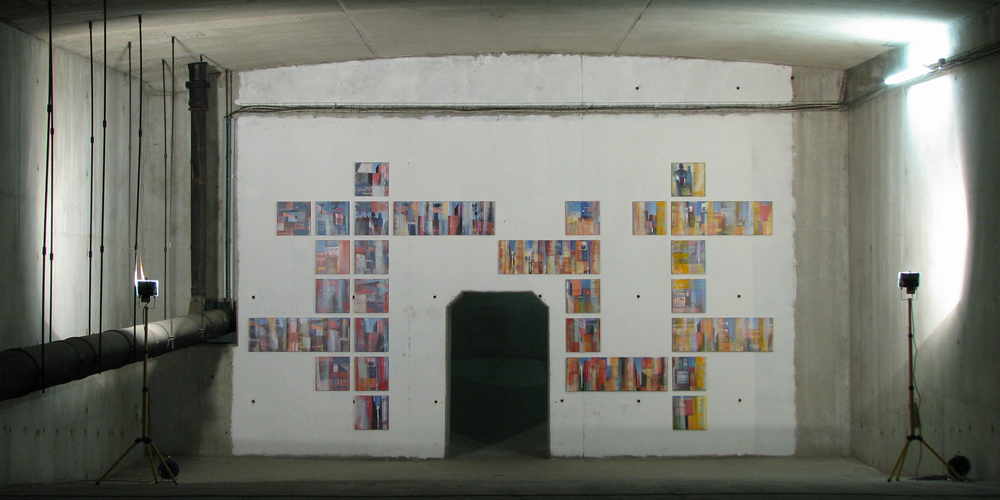
Subkulinaria, Brückenhohlraum mit Werken von Rosa Lachenmeier, 2008

Im August 2008 fand mit internationalen Künstlern die Ausstellung Subkulinaria statt. Der ganze Hohlraum der Brücke wurde von der einen Uferseite zur anderen bespielt und für Besucher zugänglich gemacht.

### Brückenmusik
Die 1995 von Peter Behrendsen ins Leben gerufene BRÜCKENMUSIK ist eine jährlich stattfindende Reihe für Klanginstallationen und akustische Kunst im Betonhohlkörper der Brücke.